# Dedsbøl
Dedsbøl (dansk), Deezbüll (tysk) eller Deesbel (nordfrisisk) er en bydel i det sydvestlige Nibøl i det nordlige Tyskland. Bydelen ligger i Nordfrisland i det vestlige Sydslesvig og var en selvstændig by, inden den blev indlemmet i nabobyen Nibøl den 1. april 1950. Efterhånden voksede de to byer helt sammen. Mod vest grænser Dedsbøl til Christian-Albrechts-Kog og Klægsøkog. Før de oktrojerede koge blev inddiget, gik Vesterhavet helt til byen. I 1362 hærgede den store manddrukning Dedsbøl og hele vestkysten. Den anden store manddrukning 1634 kostede 50 menesker i Dedsbøl livet.

## Etymologi
Stednavnet henviser til personnavnet Dedi, en forkortelse af Theda eller Ditrik.

## Historie
Dedsbøl blev første gang nævnt 1377, men byen er ældre. Den romanske apostelkirke er fra 1200-tallet. I den danske tid var Dedsbøl sogneby i Dedsbøl Sogn i Bøking Herred. Dedsbøl deles historisk ind i Nørre og Sønder Dedsbøl. Dele af byen kaldes for Dedsbøl-Borg, Mosehuse (Moorhäuser), Møsingehjørne og Dedsbølhjørne.
Byen kom ved delingen af hertugdømmerne i 1544 under Hans den Ældres del og efter hans død i 1580 forblev den ved omfordelingen under hertugelig ledelse. I 1721 kom byen under den danske Krone.
I 1864 havde byen 27 meget små gårde samt 39 huse med jord og 52 huse uden jord. Bebyggelsen var så stor, at den blev delt i Nørre og Sønder Dedsbøl og bydele ved navn Burg, Mosehuse, Møsingehjørne, Dedsbølhjørne og Heidenschaft. I byen fandtes kirke, præstegård, skole, kro og fattiganstalt.
I en frisergård fra 1700 er der indrettet et nordfrisisk hjemstavnsmuseum med historiske samlinger om den frisiske kultur. De frisiske forfattere Nis Albrecht Johannsen og Katharine Ingwersen kom fra Dedsbøl.